# Don Ameche
Don Ameche, ursprungligen Dominic Felix Amici, föff 31 maj 1908 i Kenosha, Wisconsin, död 6 december 1993 i Scottsdale, Arizona, var en amerikansk skådespelare och komiker. 
Don Ameche gjorde scendebut med en lokal teaterensemble som juridikstuderande vid University of Wisconsin. Han blev sedan populär på radio och gjorde filmdebut 1936. Ameche blev snabbt en av amerikansk films mest anlitade skådespelare. En av hans mest kända roller är som telefonens uppfinnare, Alexander Graham Bell, i filmen Triumf 1939. Han framträdde även mycket på scen och i TV. Ameche medverkade i filmer som De tre musketörerna (1939), Midnatt (1939), Sången från södern (1939), Dansa, senorita! (1940), Semester i Miami (1941), Himlen kan vänta (1943), Ombytta roller (1983), Cocoon – djupets hemlighet (1985) och Bigfoot och Hendersons  (1987). På ålderns höst vann han ny popularitet genom Ombytta roller och Cocoon – djupets hemlighet. För sin roll i Cocoon – djupets hemlighet vann Ameche en Oscar för bästa manliga biroll.

## Filmografi i urval
- 1936 – Förälskade kvinnor
- 1936 – Sins of Man
- 1937 – In Old Chicago
- 1937 – Åh, en sån fästman!
- 1937 – Flykten från Spanien
- 1938 – Alexanders ragtime band
- 1938 – Josette
- 1939 – De tre musketörerna
- 1939 – Midnatt
- 1939 – Triumf
- 1939 – Sången från södern
- 1939 – Hollywood Cavalcade
- 1940 – Primadonnan
- 1940 – Dansa, senorita!
- 1940 – Four Sons
- 1941 – That Night in Rio
- 1941 – Semester i Miami
- 1941 – Det evigt kvinnliga
- 1942 – Snabb karriär garanteras
- 1943 – Himlen kan vänta
- 1944 – Spökskeppet
- 1944 – Allt för konsten
- 1945 – Får jag låna din fru?
- 1948 – Sov, min älskling!
- 1949 – Hans franska väninna
- 1961 – A Fever in the Blood
- 1966 – Picture Mommy Dead
- 1970 – Boatniks - Snedseglarna
- 1971 – Columbo, avsnitt Suitable for Framing (gästroll i TV-serie)
- 1971 – Alias Smith & Jones, avsnitt Dreadful Sorry Clementine (gästroll i TV-serie)
- 1979 – The Chinese Typewriter
- 1979–1984 – Kärlek ombord (TV-serie)
- 1980 – Fantasy Island (TV-serie)
- 1983 – Ombytta roller
- 1985 – Cocoon – djupets hemlighet
- 1986 – Mördande mästerverk
- 1987 – Bigfoot och Hendersons
- 1987 – Gamla kompisar
- 1988 – En prins i New York
- 1988 – Ändrade förhållanden
- 1988 – Cocoon – återkomsten
- 1991 – Oscar
- 1992 – Min galna farsa
- 1992 – Brännhet intrig
- 1993 – Den otroliga vandringen (röst)
- 1994 – Corrina, Corrina